# Mercedes de la Merced
Mercedes de la Merced Monge, née le 31 octobre 1960 à Soria et morte le 5 mai 2013 à Madrid, est une femme politique espagnole membre du Parti populaire (PP).

## Biographie

### Engagement très jeunes à l'UCD
Mercedes de la Merced Monge naît le 31 octobre 1960 à Soria. Elle s'engage très jeune en politique, devenant en 1976 secrétaire des Jeunes de l'Union du centre démocratique (UCD) dans la province de Soria.
Elle se présente sans succès aux élections générales du 1er mars 1979 dans la circonscription de Soria, puis aux élections municipales du 3 avril suivant dans sa ville natale.

### Passage au Parti populaire
Elle obtient en 1982 une licence en philosophie à l'université de Saragosse et intègre un an plus tard l'administration de la Junte de Castille-et-León. Après être passée par divers départements exécutifs de la communauté autonome, elle déménage en 1990 à Madrid afin de reprendre le cours de sa carrière politique : elle est ainsi nommée secrétaire nationale à la Politique municipale et régionale du Parti populaire (PP),.
Lors des élections européennes du 12 juin 1994, elle est élue à 33 ans au Parlement européen. Elle est nommée l'année d'après troisième adjointe au maire de Madrid, José María Álvarez del Manzano. Après avoir été promue coordonnatrice de la Formation au sein du PP lors du congrès de 1999, elle est désignée première adjointe au maire de la capitale en 2000 et occupe cette fonction jusqu'en 2003. À la mairie, elle est surnommée « la conseillère de fer » pour son intransigeance dans la mise en œuvre des arrêtés municipaux,.
Elle quitte le conseil municipal en 2003. Candidate en 8e position sur la liste du PP dans la circonscription de Madrid aux élections générales du 14 mars 2004, elle renonce à son mandat avant le début de la législature, officiellement pour s'occuper exclusivement du Parti populaire, où elle n'exerce pourtant aucune fonction. Son renoncement lui permet en réalité de conserver son poste rémunéré d'administratrice de Caja Madrid, incompatible avec un mandat parlementaire.

### Mort
Elle meurt d'un cancer le 5 mai 2013 à Madrid. Lors de son inhumation à Soria, le président du Congrès des députés Jesús Posada et le vice-président du Sénat Juan José Lucas, qui l'avaient adoubé politiquement dans les années 1970, participent à la cérémonie funèbre,.